# Arthrobotrys oligospora
Arthrobotrys oligospora (укр. Артроботрис оліґоспора) — вид грибів роду артроботрис (Arthrobotrys). Гриб класифікували у 1850 році.

## Будова
Як і Arthrobotrys superba має липкі тривимірні ласо для полювання на нематод. Завиток петлі 16-30 мкм.

## Життєвий цикл
Цей гриб паразитує, полюючи на нематод. Гіфи виростають у вигляді пастки, що може захопити нематоду.

## Поширення та середовище існування
Виокремлений з екскрементів тварин та гниючої деревини.